# Francesca Solleville
Francesca Solleville és una cantant francesa, nascuda a Perigús, el 2 de març de 1932. Viu a Malakoff (Hauts-de-Seine).

## Biografia

### Orígens i estudis
Francesca Solleville va néixer a Perigús, Dordonya, d'un pare gascó natural de Marmanda, Pierre Solleville, fill d'una família conservadora, i d'una mare italiana, Lidia Campolonghi, pianista italiana nascuda a Florència en una família que havia emigrat a França per fugir del feixisme, i membre del moviment antifeixista Justícia i llibertat. Per via materna és neta de Luigi Campolonghi, membre del Partit Socialista Italià i de la Lliga italiana de drets humans.
Va estudiar Lletres a la Sorbona, on va obtenir el títol, i va rebre una formació de cant clàssic amb la cantant Marya Freund. Fou contractada en els cors de Radio-France i va obtenir ajuts per cantar a Venècia i Salzburg.

### Carrera professional
A partir del 1958, Francesca Solleville va abandonar la cançó lírica per cantar els seus autors preferits als cabarets de la Rive-Gauche de París. Influenciada per Germaine Montero i animada per Léo Ferré, és orientada per Jacques Douai envers la discogràfica Boîte à musique.
Canta a molts cabarets, entre els quals l'Écluse, on actua amb Barbara, a La Contrescarpe, on Elsa Triolet i Louis Aragon venen a sentir-la cantar, a La Colombe, on troba Pierre Perret i al Port du Salut, on canten també Christine Sèvres, Jacques Debronckart, Maurice Fanon, Pia Colombo, Pierre Louki, Ricet Barrier. El 1959 va interpretar a la Mutualité dues cançons de Louis Aragon (La rose du premier de l'an i Un homme passe sous la fenêtre et chante). Va enregistrar aleshores el seu primer disc: Francesca Solleville chante Aragon et Mac Orlan. El mateix any participa en discos col·lectius amb cançons infantils.
El 1960, va cantar per al seu següent disc Luc Bérimont, Aragon i Ferré. El 1961 canta Mac Orlan en un nou disc senzill.
El maig de 1962 va aparèixer el primer àlbum de Francesca, titulat Récital no 1, on cantava els poetes Paul Fort (La Marine, amb música de Georges Brassens), Charles Baudelaire, Louis Aragon i Jean Ferrat (J'entends, j'entends).
A la dècada de 1960 també va gravar cançons d'Helen Martin, Georges Coulonges, Yani Spanos, Philippe-Gerard, Serge Rezvani i poemes de Guillaume Apollinaire i Jean Genet. Canta a la pel·lícula Dragées au poivre, estrenada el 1963.
El 1964, va rebre el Gran Premi de l'Acadèmia Charles-Cros pel seu Récital no 2, de 1963.
El 2004 va publicar la seva autobiografia, A piena voce, escrita en col·laboració amb Marc Legras. El 2009 va celebrar el seu 50è aniversari. El mateix any se li va dedicar un llibre, intercalant el seu retrat amb el d'Allain Leprest.

### Compromís
Solleville s'afirma com a intèrpret de cançons compromeses contra el nazisme, el franquisme, la guerra del Vietnam. També dona suport a la causa dels treballadors (Le Chant des ouvriers). El 1971 enregistra amb Mouloudji et Armand Mestral La Commune en chantant, un homenatge als cent anys de la Comuna de París. El 1975, va llançar Chants d'exil et de lutte sobre textos de Pablo Neruda. El 1988 va celebrar el bicentenari de la Revolució Francesa amb Musique, citoyennes! Allain Leprest escriu la lletra al seu àlbum de 1994 Al Dente.
El 1990, Francesca Solleville va signar la Crida dels 75 contra la Guerra del Golf. El 30 de novembre de 2015, va ser una de les signants de la Crida dels 58: "Ens manifestarem durant l'état d'urgence. El setembre de 2018, signa un manifest a The Guardian en suport d'artistes palestins que demanen un boicot a l'edició del 2019 del concurs Eurovision a Israel.

### Vida privada
El 1959, Franscesca Solleville es casà amb el pintor Louis André Loyzeau de Grandmaison, d'una antiga família de la burgesia francesa.

## Discografia
Àlbums
- 1962: Récital n° 1
- 1963: Récital n° 2
- 1965: Récital n° 3
- 1966: Récital n° 4
- 1968: La Gloire - La fine fleur n°5
- 1969: Récital n° 6
- 1970: Mouloudji et Francesca Solleville chantent Aristide Bruant
- 1972: Francesca Solleville chante la violence et l'espoir
- 1972: Poèmes vietnamiens chantés par Francesca Solleville
- 1974: Le Visage de l'homme
- 1975: Aujourd'Hui les femmes
- 1976: Francesca Solleville chante Louis Aragon
- 1977: Francesca Solleville 77
- 1980: L'Émotion
- 1983: Francesca Solleville 83
- 1989: Musique, citoyennes!
- 1994: Francesc Solleville chante Allain Leprest
- 1996: Al dente - enregistrement du spectacle
- 2000: Grand frère, petit frère
- 2001: En tournée au Japon
- 2003: On s'ra jamais vieux
- 2007: Donnez-moi la phrase...
- 2009: Je déménage
- 2012: La Promesse à Nonna
- 2017: Dolce Vita
- 2019: Les Treize Coups de minuit[6]

### 45 rpm
- Francesca Solleville chante Aragon et Mac Orlan - 1959
- Francesca Solleville chante Aragon, Bérimont, Ferré - 1960
- Francesca Solleville chante Mac Orlan n°4 - 1961
- Francesca Solleville n° 3 - 1961
- Vingt ans - 1963
- Nuit et Brouillard - 1964
- Paris-Cayenne - 1964
- La Petite Juive - 1966
- Les Tuileries - 1966
- La Légende des Saintes Maries de la Mer - 1967
- Et je t'appelle - 1968
- Francesca Solleville chante Paul Éluard - 1969
- Je t'aime - 1970
- Je suis ainsi - 1972
- Demande aux femmes - 1974